# New York Motion Picture Company
La New York Motion Picture Company è stata una società di produzione cinematografica statunitense attiva nei primi anni del novecento. I suoi film sono stati distribuiti da varie compagnie, tra cui 101 Bison, Kay-Bee, Broncho, Domino, Reliance e i Keystone Studios. Nel 1912 cambia nome, diventando New York Picture Corporation. In seguito diviene parte della Triangle Film Corporation, che si fonderà poi con la Feature Play per prendere il nome di Paramount Studios.

## Filmografia
- Getting His Man, regia di Thomas H. Ince - cortometraggio (1911)
- The Post Telegrapher, regia di Thomas H. Ince, Francis Ford - cortometraggio (1912)
- His Nemesis, regia di Thomas H. Ince - cortometraggio (1912)
- The Wrath of the Gods, regia di Reginald Barker (1914)
- The Bargain, regia di Reginald Barker (1914)
- The Cup of Life, regia di Thomas H. Ince, Raymond B. West (1915)
- Oro che incatena (Rumpelstiltskin), regia di Raymond B. West (1915)
- The Darkening Trail, regia di William S. Hart (1915)
- The Reward, regia di Reginald Barker - mediometraggio (1915)
- The Mating, regia di Raymond B. West (1915)
- Il vile (The Coward), regia di Reginald Barker e Thomas H. Ince (1915)
- Aloha Oe, regia di Richard Stanton, Charles Swickard e, non accreditato, Gilbert P. Hamilton (1915)
- Matrimony, regia di Scott Sidney (1915)
- The Beckoning Flame, regia di Charles Swickard (1915)
- Fiore della Scozia (Peggy), regia di Charles Giblyn, Thomas H. Ince (1916)
- The Corner, regia di Walter Edwards (1916)
- The Conqueror, regia di Reginald Barker (1916)
- L'ultimo atto (The Last Act), regia di Walter Edwards (1916)
- Il vendicatore (Hell's Hinges), regia di Charles Swickard e, non accreditati, William S. Hart e Clifford Smith (1916)
- Shell 43, regia di Reginald Barker (1916)
- The Thoroughbred, regia di Reginald Barker (1916)
- The Weaker Sex, regia di Raymond B. West (1917)
- The Iced Bullet, regia di Reginald Barker (1917)
- Back of the Man, regia di Reginald Barker (1917)
- Passato sanguigno (Blood Will Tell'), regia di Charles Miller (1917)
- The Pinch Hitter, regia di Victor Schertzinger (1917)
- The Millionaire Vagrant, regia di Victor Schertzinger (1917)
- Madcap Madge, regia di Raymond B. West (1917)